# Обыкновенный канюк

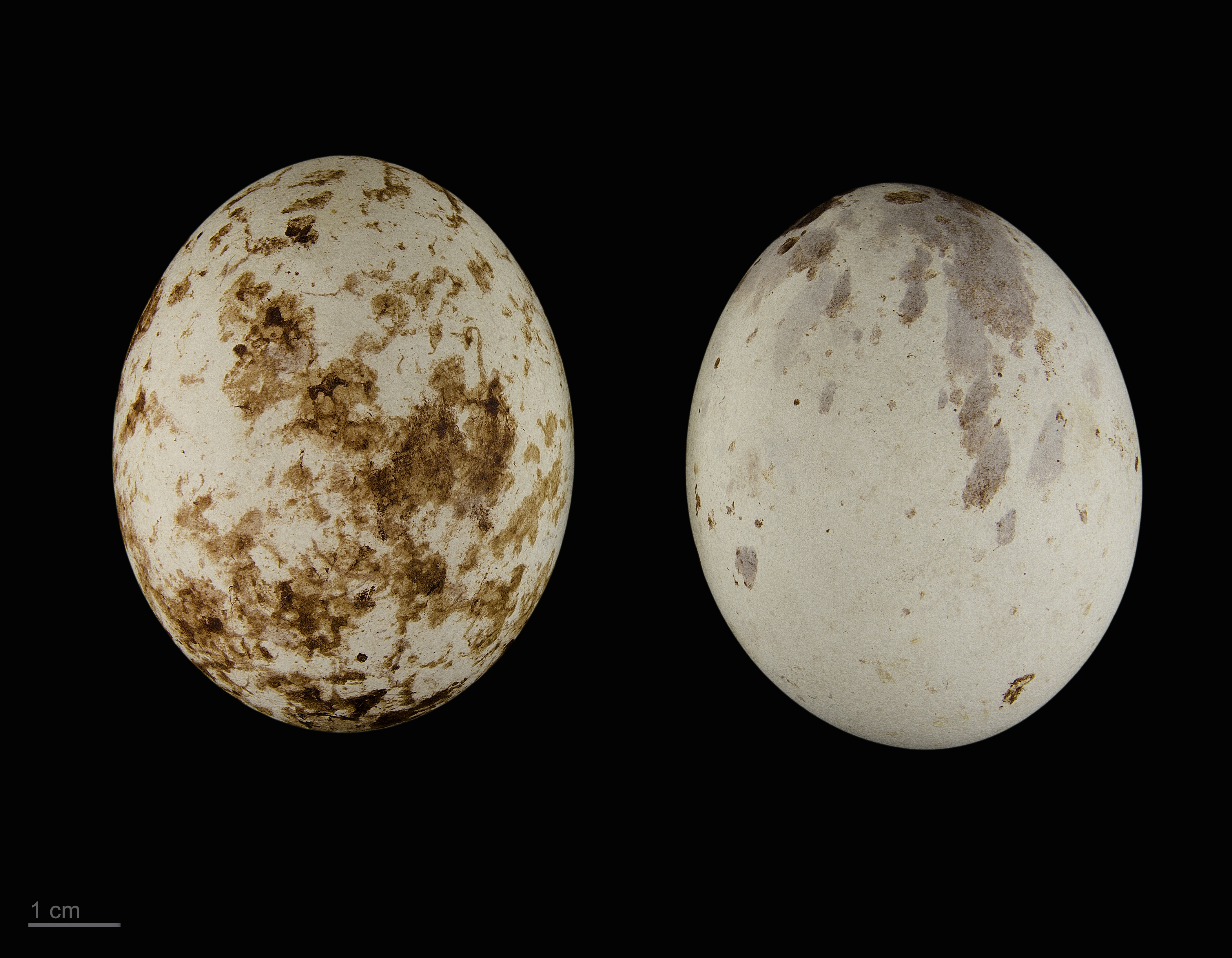
Яйцо Buteo buteo. Тулузский музей

Обыкнове́нный каню́к, или сары́ч (лат. Buteo buteo) — хищная птица, обитающая в Старом Свете. Распространена практически во всей Европе, в Азии обитает в лесистой местности, с севера ограниченной полярным кругом, с юга безлесыми пустынями Средней и Центральной Азии и Ирана. Обычно ведёт оседлый образ жизни, и только один подвид сарыч малый (Buteo buteo vulpinus), обитающий в том числе и на территории России, является перелётной птицей, на зиму мигрирующей на юг Азии или в Африку. Живёт в тугайных лесах, холмистых участках хвойных лесов недалеко от открытых степных пространств. Живёт канюк обыкновенный в среднем в природных условиях 26 лет, в неволе около 30 лет.

## Описание

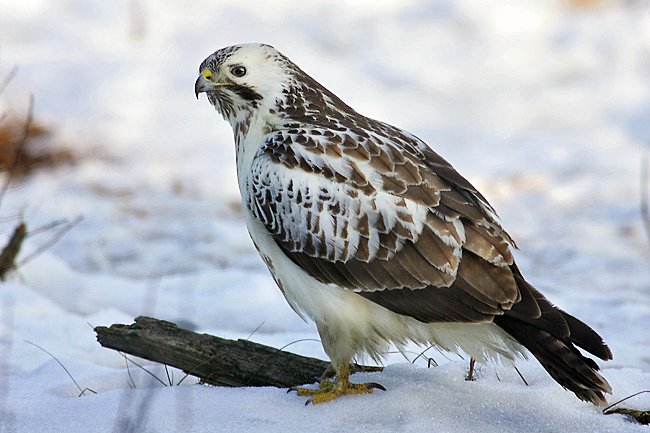
Канюк обыкновенный (молодая особь, светлая морфа)

Средних размеров птица, длина тела 51—57 см, размах крыльев 110—130 см. Самки, как правило, крупнее самцов. Окраска сильно варьирует, от палевой до тёмно-бурой; птицу легко спутать с близким ей мохноногим канюком (Buteo lagopus) или гораздо более дальним родственником обыкновенным осоедом (Pernis apivorus), который копирует окраску канюка для защиты от ястреба-тетеревятника (Accipiter gentilis). В полёте снизу видны светлые пятна на крыльях. Как правило, молодые особи окрашены более пёстро. Голос у канюков обыкновенных гнусавый, напоминает мяуканье кошки.

## Образ жизни
Предпочитает леса, чередующиеся с лугами, полянами. Охотится на открытых пространствах, медленно паря в воздухе или чаще всего с засады на возвышении. Питается мелкими млекопитающими: сусликами, мышами-полёвками, крысами, кроликами и мелкими птицами. Может поедать и падаль. В случае миграции к месту летнего проживания прилетают в середине апреля — середине мая, в зависимости от климата. Осенняя миграция (если таковая имеется) начинается в середине августа — начале сентября, в северных районах в середине — конце сентября. При перелёте обычно сбиваются в большие стаи.

## Размножение
Гнездятся в лесу, на ветках лиственных (берёза, тополь, осина) или хвойных (сосна, ель, пихта) деревьев на высоте 4—15 м над землёй. Гнездо строят из сухих веточек, далее оплетая их старой травой. Также могут использовать и зелёные веточки, особенно когда вылупляются птенцы. Откладывают 3—4, реже 5 яиц примерно 56×45 мм со скорлупой грязно-белого цвета, покрытой буроватыми либо рыжими пятнами. Откладка яиц происходит в апреле-мае, инкубационный период длится 33—36 дней. Вероятно, оба родителя участвуют в насиживании. Птенцы появляются в конце мая-июне, вначале покрыты буроватым пухом. Как самец, так и самка кормят птенцов, пока те не в состоянии летать. Птенцы способны взлететь через 43—50 дней. Если по какой-либо причине первый выводок не состоялся, самка способна отложить вторую кладку за сезон.

## Классификация
Подвиды канюка обыкновенного условно делятся на две группы. Первая группа buteo ведёт оседлый образ жизни либо мигрирует на незначительные расстояния. 
Восточная группа vulpinus мигрирует на большие расстояния за исключением популяции в Гималаях.
Международный союз орнитологов выделяет 6 подвидов:
- B. b. rothschildi: Азорские острова
- B. b. insularum: Канарские острова
- B. b. pojana: Корсика Сардиния, Сицилия, юг и центр Италии
- Buteo buteo buteo: большая часть Европы
- B. b. menetriesi: Кавказ
- B. b. vulpinus, Канюк малый : Евразия; мигрирует на большие расстояния за исключением популяции в Гималаях